# Lasioglossum inoum
Lasioglossum inoum är en biart som först beskrevs av Cameron 1904.  Lasioglossum inoum ingår i släktet smalbin, och familjen vägbin. Inga underarter finns listade i Catalogue of Life.